# Cacho Tejera
Héctor "Cacho" Tejera Barreto (Montevideo, Uruguay 11 de abril de 1946, Buenos Aires, Argentina 26 de julio de 2003) fue un percusionista, compositor y cantante uruguayo, que desarrolló su carrera profesional fundamentalmente en Argentina.

## Biografía
Los primeros pasos en la percusión los dio gracias a su primo hermano Oney Silva escuchando y observando a los mejores percusionistas uruguayos de la época como Orestes "Chiquito" Roselló el maestro del redoblante.
En sus inicios de niño pequeño "Cacho", como le decía todo aquel que lo conocía, hacía percusión sobre superficies duras de madera en cualquier oportunidad que podía. Luego de adolescente pudo adquirir unos Bongó y más tarde sus preciadas tumbadoras donde se perfeccionaría hasta ser reconocido mundialmente.
En su etapa uruguaya integró muchos proyectos, pero quizás fue su integración a El Sindykato (grupo ganador del Festival de Música Beat de Piriápolis de 1969) lo que lo hizo realmente popular y conocido hasta nuestros días. Integra esta banda en el año 1971, principalmente como percusionista, cantante y sumando en las composiciones del grupo.  

A propósito, Jaime Roos lo recuerda en esa misma etapa:
"... y estaba el Cacho Tejera en voz y tumbadoras. El Cacho era un fenómeno. Se cantaba todo. O sea, él tenía "la onda". Era tuquero de verdad. Y tocaba muy bien las tumbadoras". 
En el año 1974, previamente a radicarse definitivamente en Argentina, graba con "El Sindykato" el LP "Vuelve a tu país", donde además de tocar todas las percusiones y componer varios temas, oficia como voz líder en casi todos los tracks. En el mismo año graba con El Sindykato tres temas en el LP "El Sonido Nacional" que recopilaba varios artistas del momento. De su autoría es el tema "Pasivos de siempre". 
De las primeras agrupaciones que integró a su llegada a Buenos Aires (Argentina) fue el grupo "Cantaliso", banda que formara Juan Des Crescencio, viejo compañero de "El Sindykato". Esta banda no llegó a grabar y estaba integrada por Juan Des Crescencio (guitarra y voz), Alfredo Gómez (guitarra), Roberto "Kano" Alonso (bajo y voz), y Cacho Tejera (percusión). 
De su etapa con el grupo "Mestizo", integrado por Roberto "Kano" Alonso, Héctor Ávila y el propio Cacho, en el LP "Cuando mi pueblo canta", hay dos temas de su autoría: "Doña Albina" (dedicado a su abuela paterna) y "Motitas doradas" (dedicado a su ahijada Edith). 
Integrando el grupo "Guambia", junto con Fernando Martino (teclados), Hernan Hayet (bajo), Fabian Leandro (Guitarra) y Eduardo Hernández (batería), compuso el tema Iara para su hija menor. 
En 1999 integra la banda que acompañó a Chico Novarro y Andrea Tenuta en el recordado espectáculo "Arráncame la vida (el reencuentro)" (de Novarro y Gambartes). 
Durante su extensa carrera en Argentina tocó con infinidad de músicos reconocidos como Rubén Rada, Kano Alonso, Litto Nebbia, Yabor, Beto Satragni, Los olimareños, Soledad Pastorutti, Afredo Zitarrosa, La Mississippi, Fito Páez, Charly García, Luis Alberto Spinetta, Compay Segundo, Hugo Fattoruso, Osvaldo Fattoruso, Eduardo Mateo, Skay Bellinson, Jorge Navarro, Chico Novarro, Walter Malosetti. Javier Malosetti, Daniel Maza, Nico Cotta, Lágrima Ríos, César Franov, Ricardo Lew, Norberto Minichilo, Leo Masliah, Eduardo Lalo De los Santos, Pocho Lapouble.
Vivió más de la mitad de su vida en Argentina hasta su temprana muerte el 26 de julio de 2003 a los 57 años.
Es de destacar el sonido, la técnica y la afinación muy personal en la ejecución de las tumbadoras, fácilmente identificable en cualquiera de sus grabaciones, motivo por el cual fue sin dudas uno de los principales percusionistas uruguayos en la interpretación del Candombe ejecutado en congas, junto a Mario "Chichito" Cabral, Jorge Trasante, Yamandú Pérez, y Juan Carlos "Boca" Ferreira. 
Cacho se destacaba también en su instrumento predilecto, el Bongó. Se lo puede escuchar plenamente en el tema que grabara con El Sindykato: "Que bien se ven", Álbum "Vuelve a tu país", surco A3. Es un tema de la autoría de Santiago Poggi (tecladista de la banda), mezcla de bolero y "tangués" en donde a partir del minuto 3:14 Cacho despliega todo su talento en este instrumento tan complejo y de un lenguaje muy particular. 

## Como un loco tamboril(Lp Melopea S.A. – DM043)[11]
Grabó solamente un disco como solista y compositor (de la mayoría de los temas): "Como un loco tamboril", en el año 1989, para el Sello Melopea de Litto Nebbia. Contó con la colaboración de un grupo de músicos excepcionales: Daniel Binelli (Bandoneón), Oscar Moro (batería), Norberto Minichillo (batería) César Franov (bajo), Luis Borda (guitarra), Litto Nebbia (piano, sintetizador, bajo eléctrico y arreglos), Bernardo Baraj (Saxo), Leticia Laurenz (coros), Hugo Romero (guitarra), Patricia Andrade (coros) y Lalo De los Santos. Contó también con la colaboración de artista Gráfico Tabaré (Tabaré Gómez Laborde) para las ilustraciones del LP. 

En el interior del disco, Aquiles Fabregat escribía:
"Cacho Tejera es más uruguayo que el mate y el termo. Ni blanco ni negro, Cacho es una estampa de la Banda Oriental mestiza. Y porta el mismo apellido que aquel impasable back de la selección charrúa que enmudeció a Maracaná en 1950. Pero cuando se habla el idioma Universal de la música, Cacho pasa a ser también el negro del Congo, el que en los algodonales sureños inventó el jazz, el que en Jamaica se hizo escuchar a través del reggae y el que en Brasil creó una veta inagotable. Muchos de los percusionistas uruguayos coinciden en que Cacho es uno de los mejores en las tumbas, los bongós o las lonjas de cualquier tipo. Pero en este disco, Cacho va más allá: compone y canta, con un poder de comunicación muy especial. Es su debut como protagonista.  Se trata de escucharlo abriendo orejas y corazones." 

También Litto Nebbia dejó su testimonio:
"En innumerables ocasiones he grabado o tocado en “vivo” con Tejera. Además de original percusionista siempre me sedujo su manera de cantar y sus composiciones, que desde una idea rítmica acompañando un texto; merodean sensiblemente alrededor la música afro latina. Como ocurre con cada producción, algunas tardan más que otras en realizarse. Luego de dos años de comenzar este proyecto, aquí está el primer trabajo como protagonista principal de un excelente músico uruguayo. Una serie de músicos que lo admiramos y queremos, colaboramos con sobrado placer en la realización de este álbum." 

En este trabajo discográfico se destacan las composiciones: "Xiomara" (para su hija mayor), "Motitas doradas" (para su ahijada Edith), "Como un loco tamboril" (para su hijo Nahuel), "Ingrid, por vos" (para su compañera de vida Ingrid Braslavsky) y para su barrio natal: "Barrio Cordón". 
Barrio Cordón (Héctor "Cacho" Tejera): "Tienen en sus manos el despertar / de una fogata carmesí / viejos conventillos / de Gaboto y Sierra / de una negra vieja en bastón / niños gramilleros  / pasan sus sombreros / en mi viejo barrio del Cordón. Tienen es sus ojos esa ilusión / de un celeste y blanco por el campeón / un papel de diario / abriga una botella / de un tinto berreta sin cortar / sueños encendidos / salpican sus noches / en mi viejo barrio del Cordón. Si vos querés saber / donde estará el dolor / si vos querés beber / la alegría de un barrio / candombero y tanguero que tiene su identidad / vení al Cordón".
Una de las últimas actividades que tuvo, fue en "Ojalá te enamores", espectáculo musical de boleros, guarachas y canciones españolas, creación de las conocidas actrices Rita Cortese y Claribel Medina. La banda que las acompañaba estaba integrada por Ariel Polenta (piano y arreglos), Gonzalo Clavel (bajo), Cristián Faiad (batería), Cacho Tejera (percusión) y Fabián Leandro (guitarra, arreglos y dirección musical). Estos espectáculos tuvieron lugar en 2002, en el Bar Nacional. 

## Grabaciones en las que participó
- 1972 - "El Sindykato" – El Sindykato (MACONDO – GAM 552) [16]
- 1974 - "Vuelve a tu país" - El Sindykato (MACONDO – GAM 580) [3]
- 1974 - "El Sonido Nacional" - Varios Artistas (MACONDO – GAM 585) - Tracks A1-A6-B5 (El Sindykato) [4]
- 1981 - "En vivo" - Yabor (EMI 6352) [17]
- 1983 - "Cuando mi pueblo canta" - Mestizo (MICSA – PRK 1097) [6]
- 1982 - "No dejes de cantar" - Yabor (EMI 8085) [18]
- 1983 - "Para que se encuentren los hombres" - Litto Nebbia & Cuarteto Zupay (RCA Victor – TLP 50134) [19]
- 1983 - Varios Artistas - "Comenzar de nuevo" (ORFEO - SULP 90700) Track B4 (Mestizo) [20]
- 1984 - "Memoria del Pueblo" - Cuarteto Zupay (PHILLIPS 24179) [21]
- 1985 - "Banda Original De Sonido De La Película Luna Caliente" - Litto Nebbia (RCA Victor TLP 60150) [22]
- 1985 - "En Brasil, aquí y ahora" - Litto Nebbia (RCA Victor TLP 60156) [23]
- 1986 - "Demasiadas maneras de no saber nada" - Litto Nebbia (RCA Victor – TLP-60207) [24]
- 1987 - "Un Trompetista De Buenos Aires" - Roberto Fat's Fernandez (INTERDISC DSL 66061) [25]
- 1987 - "El loco son ustedes" - Jorge Navarro (Discos CBS – 20.000.884) [26]
- 1988 - "Tangueado" - Gustavo Fedel (MELOPEA DSL 66.071) [27]
- 1989 - "Como un loco tamboril" - Cacho Tejera (MELOPEA DISCOS – DM043) (Único álbum solista) [11]
- 1989 - "Suelo indómito" - Arida Conta (MELOPEA DMGM 016) [28]
- 1989 - "Nuevos Aires" - Nuevos Aires (MELOPEA DMGN 002) [29]
- 1989 - "Entonces vale la pena" - Claudia Brant (MELOPEA DM022) [30]
- 1989 - "Primer Round" - Elvira Romei (MELOPEA DM026) [31]
- 1990 - "Bolero Afrolatino" - Litto Nebbia & Cacho Tejera (MELOPEA DISCOS – CDM043) [32]
- 1990 - "Jugando en Buenos Aires" - Mauricio Einhorn (INTERDISC DSL 66044) [33]
- 1990 - "Malambo Blue" - Karlheinz Miklin & Quintetto Argentina (TCB Records 9050) [34]
- 1991 - "Ecológico" - Beto Satragni (MELOPEA CDM052) [35]
- 1991 - "Esperando un milagro" - Litto Nebbia (MELOPEA CDMSE 5020) [36]
- 1992 - "De lejos" - Karlheinz Miklin & Quintetto Argentina (SOS Music J002A) [37]
- 1992 - "América en cueros" - Leda Valladares (MELOPEA CDMSE 5038) [38]
- 1992 - "Tibia luna de mayo" - Marcella Passadore" (MELOPEA DM-075) [39]
- 1993 - "Las boludas" - Litto Nebbia (MELOPEA CDMSE 5046) [40]
- 1993 - "Solo se trata de vivir" - Cuatro & 4 (EPSA 730193) [41]
- 1994 - "Empalme" - Raíces (DEL CIELITO CD 51152) [42]
- 1994 - "Looking Back" - Karlheinz Miklin (SOS Music J006) [43]
- 1994 - "New York Es Una Ciudad Solitaria" - Litto Nebbia - Juan Carlos & Mingui Ingaramo (MELOPEA CDMSE 5010) [44]
- 1994 - "Contrafuego" - Raúl Carnota (MELOPEA CDMSE 5048) [45]
- 1994 - "Corazones perversos" - Adriana Varela (MELOPEA CDMSE 5065) [46]
- 1995 - "Zitarrosa siempre - Los inéditos" - Alfredo Zitarrosa (MANDINGA 8 59519 2) [47]
- 1996 - "El viejo" - Karlheinz Miklin & Quintetto Argentina (SOS Music J009) [48]
- 1996 - "Tango" - Daniel Binelli (BLACK SUN – 15020-2) [49]
- 1997 - "Ey Bo Road" - Raíces (DEL CIELITO 74321-54493-2) [50]
- 1997 - "Cara y Ceca" - La Mississippi (BMG 74321 50106-4) [51]
- 1997 - "Bajo bandera" - Juan Federico Jusid (MELOPEA CDMPV 1125) [52]
- 1997 - "El loco son ustedes" - Jorge Navarro (CBS – 20.000.884) [53]
- 1998 - "Romancero Gitano" - Litto Nebbia (MELOPEA CDMSE 5115) [54]
- 2000 - "Animal Humano" - Mancha de Rolando (TOCKA DISCOS ADA 2000-2) [55]
- 2001 - "Linda" - Karlheinz Miklin, Quintetto Argentina & KUG Big Band (TCB Records TCB 21232) [56]
- 2002 - "El compositor no se detiene" - Litto Nebbia (MELOPEA APCD473) [57]
- 2002 - "Los tambores me llaman" - La Marga (Producción Independiente) [58]
- 2003 - "Los días que vendrán" - Babu Cervino (Producción Independiente) [59]

- 2003 - "Encuentro de Grandes. Música Uruguaya. Vol.9" - Varios Artistas (MELOPEA CDM155) - Track 12 [60]

## Post mortem
- 2004 - "Nardis" - Alfredo Remus (MELOPEA CDM 165) [61]
- 2004 - "Loca Murga de los deseos" - Carlos Andino (PROFÓN – 9007) [62]
- 2010 - "Una Celebración Del Rock Argentino: Primera Generación 1963-1973" - Varios Artistas (MELOPEA bsm 2001) [63]
- 2012 - "Che Botija" - Hernán Alizieri - Gustavo Suárez [64]